# Orthros (liturgie)
Pour le chien bicéphale de la mythologie grecque, voir Orthos.

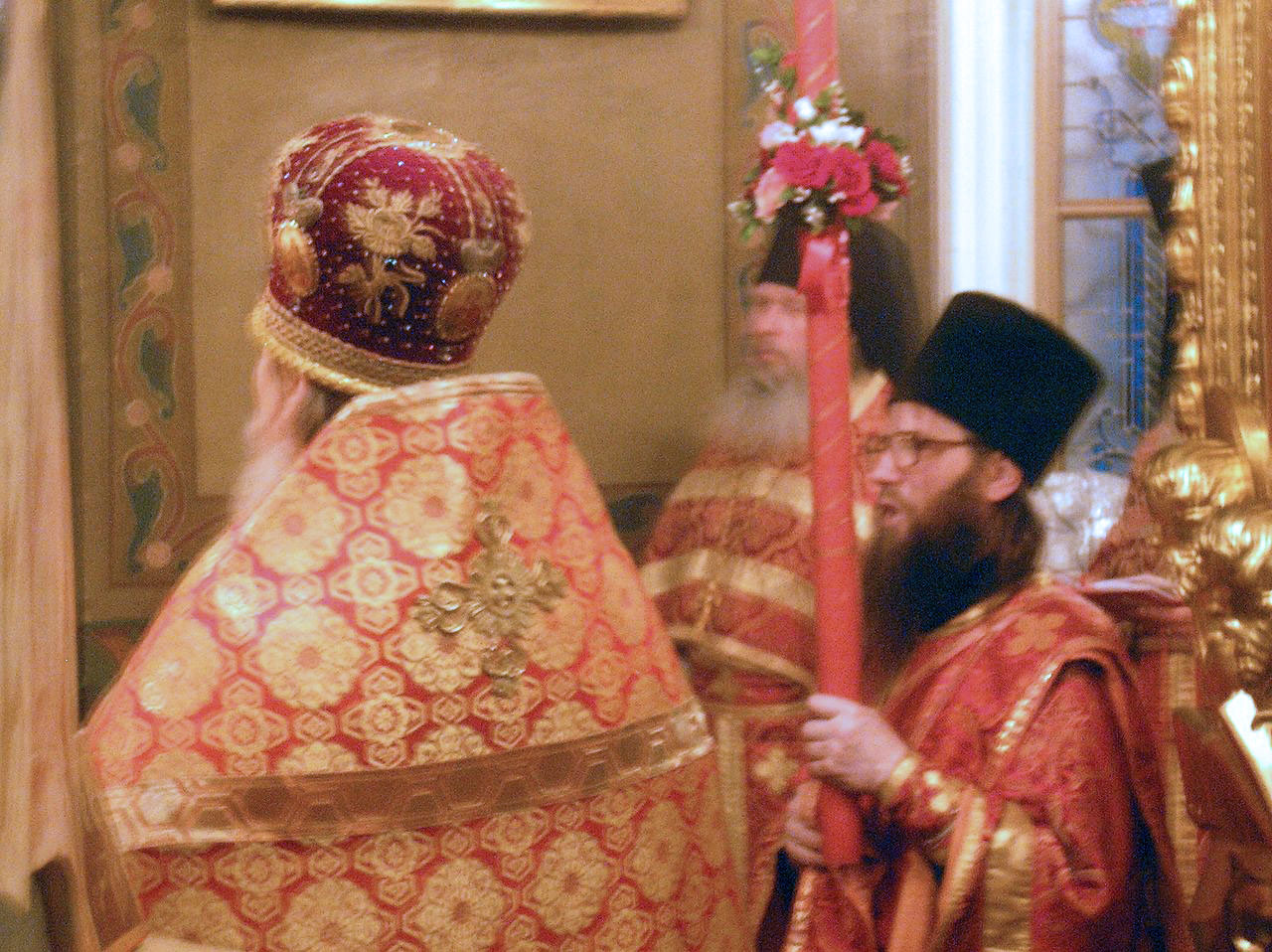
Dacre tenant un cierge rouge lors des matines pascales

Les psaumes cités dans le texte sont numérotés selon la tradition grecque byzantine de la Septante.
L'Orthros (du grec ancien : ὄρθρος, orthros, « aube »)  est, dans les Églises d'Orient — Églises orthodoxes et Églises catholiques de rite byzantin — la dernière des quatre Heures canoniales du service de nuit, avec les Vêpres, l'Apodeipnon (complies) et l'office de minuit. On l'appelle en slavon d'église Оўтреня (Oútrenya). Dans les monastères traditionalistes, il est célébré quotidiennement de façon à se terminer avec le lever du soleil. Dans les paroisses, il n'est normalement servi que les dimanches et jours de fête. On l'appelle parfois matines, par analogie avec le service qui lui correspond le mieux dans la liturgie de l'Église latine ; même si, du point de vue de sa temporalité, il correspondrait plutôt aux laudes.
L'Orthros est le plus long et le plus complexe des offices quotidiens. Il est normalement célébré à l'aube, parfois — en particulier dans les monastères — précédé de l'Office de minuit ; il est habituellement suivi du service de prime. Lors des grandes fêtes, il fait partie des Vigiles nocturnes, en conjugaison avec les Vêpres et l'office de Prime. Dans la tradition slave, les vigiles sont célébrées lors de chaque nuit de samedi à dimanche. Dans la tradition grecque, l'Orthros est célébré juste avant la Divine Liturgie du dimanche matin.
La partie fixe de l'Orthros, ou akolouthia, est composée essentiellement de psaumes et d'ecténies (ou litanies). La partie variable, ou séquence, est composée d'hymnes et de canons de l'Octoechos et du Menaion. Lors du grand carême, certaines portions de l'Octoechos et du Menaion sont remplacés par des hymnes du Triodion et, lors du temps pascal, par des extraits du Pentecostarion. Les dimanches, on procède également à des lectures de l'Évangile et on chante des hymnes sur la Résurrection.

## Vue d'ensemble
- L'Orthros s'ouvre par ce qu'il est convenu d'appeler l'Entrée royale : les psaumes 19 et 20, parce que ces psaumes sont attribués au Roi David et qu'ils évoquent le Messie, le “Roi des rois”. Autrefois, une ecténie mentionnait aussi l'Empereur en titre par son nom. (L'Entrée royale est omise lors des Vigiles nocturnes ainsi que lors du temps pascal : elle est alors remplacée par le tropaire pascal chanté trois fois) :
  - Bénédiction d'entrée du prêtre : Béni est notre Dieu… ; lecteur : Amen. Roi céleste…, suivi de la prière du Trisagion. (La lecture O Roi des Cieux… est omise entre Pâques et la Pentecôte) ;
  - Psaumes 19 et 20 au cours desquels le prêtre encense l'église et les fidèles ;
  - À lui soit la gloire… (II Pierre, 3:18), suivi des prières du Trisagion ;
  - Les tropaires royaux :
    - Tropaire de la Croix : O Seigneur, bénit ton peuple et sa descendance, donne aux croyants (autrefois : à l'Empereur) la victoire sur les ennemis ; et par le pouvoir de Ta croix, préserve Ton Église ;
    - Gloire au Père, au Fils et au Saint Esprit ;
    - Kontakion de la Croix : Toi qui a souffert sur la Croix, accorde Ta miséricorde à Tes fidèles, O Jésus-Christ notre seigneur ;  réjouis-nous de ta puissance, nous accordant la victoire sur nos ennemis ; que nous ayons, par Ta grâce, l'arme de la Paix, trophée invincible ;
    - Aujourd'hui, à jamais et dans les siècles des siècles ;
    - Theotokion : O intercession miraculeuse, ô Bonne Mère, ne dédaigne pas notre prière ; O Theotokos célébrée, établit le règne de l'Église, sauve les chrétiens et accorde la victoire aux puissances célestes, car Dieu t'entend, ô Toi la Bienheureuse.

  - Le prêtre dit une brève litanie.
  - Ecphonèse du prêtre : Gloire à la Sainte Trinité, consubstantielle, indivisible et source de vie, toujours, aujourd'hui, à jamais et dans les siècles des siècles ;
- L'Hexapsalme : les six psaumes 3, 37, 62, 87, 102 et 142[2] au cours desquels le prêtre dit douze prières silencieuses, six face à l'autel et six face aux Saintes Portes ;
- Litanie de la Paix, appelées aussi Grande Litanie[3] ;
- Theos Kyrios (Dieu  est le Seigneur…) et l'apolytikon (tropaire du jour) ;
- Psautier (dont deux ou trois sections sont utilisées, selon la saison liturgique). Pour chaque section, on suit l'ordre suivant :
  - Kathisma (section du psautier) ;
  - Petite Litanie ;
  - Hymnes de conclusion (Grec: kathismata, Slavon d'Église: sedálen) ;
- Les dimanches et jours de fête :
  - L'Hypakoë est chanté en prélude à la lecture évangélique ;
  - L'Anabathmoi, fondés sur les quinze psaumes 119 à 133, (appelé aussi Cantique des degrés) ;
  - Le Prokeimenon
  - L'ordre des lectures évangéliques est le suivant :
    - Diacre : Prions le Seigneur ; Chœur : Seigneur, aie pitié ; le prêtre répond avec une ecphonèse ;
    - Diacre : Que toutes les créatures vivantes prient le Seigneur ;
    - Le prêtre lit l'Évangile ;
- Psaume 50 (Miserere en latin) ;
- Canon ;
- Laudes ou chants de louange (Grec: Ainoi) : Psaumes 148, 149, 150 ; les dimanches ou jours de fête, des stichères sont insérés entre les versets finals ;
- Fin de l'office :
  - Le Doxastikon (hymne de Gloire) est l'hymne plus long et le  plus riche du service ;
  - Dimanches et jours de fête : Grande Doxologie, suivie de l'apolytikon, de deux litanies et du Renvoi des fidèles ;
  - Jours de semaine : Petite Doxologie suivie d'une première litanie, de l'apostiche, de la séquence du Trisagion, de l'apolytikon et de la seconde litanie (il n'y a pas de renvoi).
- Office de Prime

## Types d'Orthros
Il y a sept types d'Orthros :

### Formes de base
- Orthros des dimanches :

Le plus long des services ordinaires - Lectures de l'Évangile et Grande Doxologie. Si ce service est célébré dans son intégralité, il peut durer plus de trois heures ; aussi, en pratique, y fait-on des coupures ;
- Orthros quotidien :

célébré la plupart des jours de semaine - Pas de lectures de l'Évangile et Petite Doxologie ;
- Orthros des jours de fête :

Très semblable à l'Orthros des dimanches, sauf les sections se rapportant à la Résurrection - Lectures de l'Évangile et Grande Doxologie ;

### Formes spéciales
- Orthros du grand carême :

Jours de semaine (du mardi au vendredi) du grand carême et certaines autres fêtes (Jeûne de la Nativité, Jeûne des apôtres, Jeûne de la Dormition). Le service est celui de l'Orthros quotidien, avec ajout d'éléments pénitentiels (hymnes et prières). La plupart de ces jours ont trois kathismas ; Dieu est le Seigneur est remplacé par Alleluia (ces jours sont appelés « jours avec Alleluia ») ; il n'y a pas de lecture de l'Évangile ; lors du canon, on lit les odes bibliques ; on lit la Petite Doxologie ; fin du service spécial, avec lecture de la prière de saint Ephrem ;
- Orthros du Vendredi saint :

Douze lectures de l'Évangile de la Passion sont intercalées lors du service ; des antiphonaire sont intercalés entre les lectures évangéliques ; lors du tropaire du quinzième antiphonaire (Aujourd'hui est suspendu à la croix…), le prêtre apporte une grande croix au milieu de l'église ; les Béatitudes sont chantées avec des stichères spéciaux ; on dit la petite Doxologie ;
- Orthros du Samedi saint :

Des lamentations sont chantées avant et après l'Épitaphios, intercalées entre les versets du Psaume 118 ; procession avec l'épitaphios ; lectures de trois péricopes (textes de l'Ancien Testament ; épître ; lecture évangélique et grande doxologie ;
- Orthros de Pâques :

Célébré au cours de la Semaine radieuse, du dimanche de Pâques jusqu'au dimanche de Thomas. Le service est totalement différent du reste de l'année; seuls sont conservés les ecténies, le canon et les laudes ; tout le reste, y compris les psaumes, sont remplacés par des hymnes pascaux ; le prêtre revêt ses vêtements eucharistiques complets lors du dimanche de Pâques, son épitrachelion (étole) et son phélonion (chasuble) lors des autres jours de la semaine radieuse ; l'Évangile est lu seulement le jour de Pâques et il n'y a aucune lecture de doxologie.